# しましましっぽ
『しましましっぽ』は、片岡みちるによる日本の漫画作品。
『なかよし』（講談社）にて1993年5月号から1994年3月号まで連載された。全11話。単行本は同社の講談社コミックスなかよしより全1巻。主人公の少女が、あるきっかけで魔法を使えるようになるという話。

## 書誌情報
- 片岡みちる 『しましましっぽ』 講談社〈講談社コミックスなかよし〉、1994年7月6日第1刷発行、ISBN 4-06-178782-9
  - 表題作のほか、読み切り作品「心にリボンむすび」が同時収録されている。